# Liste der Bodendenkmale in Klötze
In der Liste der Bodendenkmale in Klötze sind alle Bodendenkmale der Stadt Klötze und ihrer Ortsteile aufgelistet. Grundlage ist die Auflistung von Johannes Schneider aus dem Jahr 1986 und die Veröffentlichung der Landesdenkmalliste mit Stand vom 25. Februar 2016. Die Baudenkmale sind in der Liste der Kulturdenkmale in Klötze aufgeführt.
| Denkmal-ID | Fundart          | Ortsteil | Bezeichnung                 | Zeitstellung | Lage                                                                     | Bemerkungen                                                                                       | Bild |
| ---------- | ---------------- | -------- | --------------------------- | ------------ | ------------------------------------------------------------------------ | ------------------------------------------------------------------------------------------------- | ---- |
| 428312167  | besonderer Stein | Steimke  | 5 Grenzhügel „Schnedehügel“ | undatiert    | Landesgrenze Sachsen-Anhalt / Niedersachsen zwischen Brome und Mellin () | Grenzhügel, sogenannte ‚Schnedehügel‘, im Grenzverlauf wurden insgesamt 9 erhaltene Hügel erfasst |      |
| ?          |                  | Immekath | Megalithgräber (2), einzeln | Neolithikum  | Eins nördlich im Wald, eins westlich auf dem Feld ()                     |                                                                                                   |      |
| ?          |                  | Nesenitz | Megalithgrab                | Neolithikum  | Östlich an der Straße nach Hohenhenningen (Lage)                         |                                                                                                   |      |